# Santiria ridleyi
Santiria ridleyi är en tvåhjärtbladig växtart som beskrevs av Herman Johannes Lam. Santiria ridleyi ingår i släktet Santiria och familjen Burseraceae. Inga underarter finns listade i Catalogue of Life.